# Tatsuya Nakadai
Tatsuya Nakadai (仲代 達矢, Nakadai Tatsuya), né le 13 décembre 1932 à Tokyo, est un acteur japonais.

## Biographie

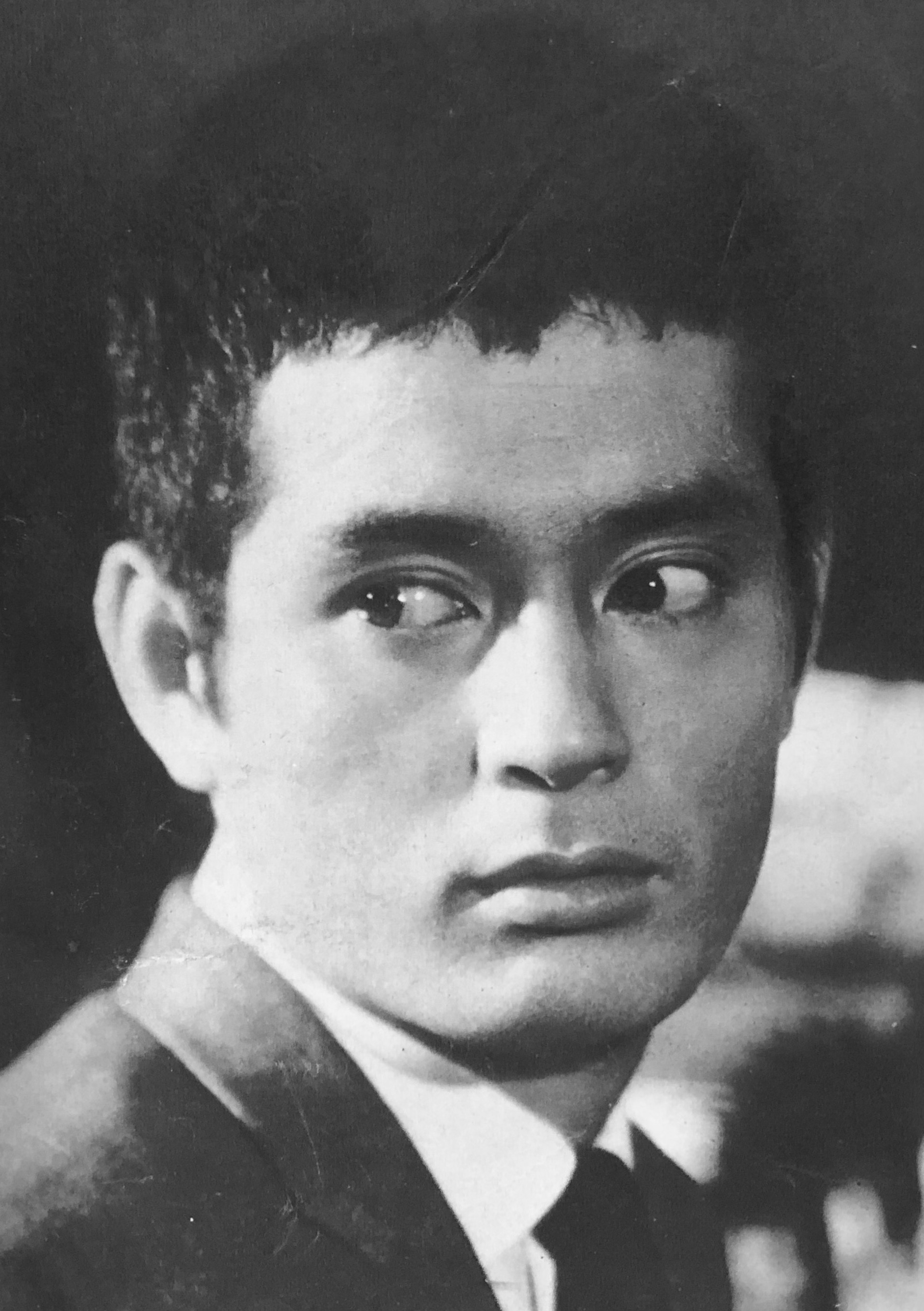
Tatsuya Nakadai en 1960.

Repéré par le réalisateur Masaki Kobayashi qui lui offre son premier rôle, il tourne ensuite avec Akira Kurosawa, parfois aux côtés de Toshirō Mifune dont il devient en quelque sorte le rival comme « acteur-samouraï » dans les années 1960, et plus encore après la rupture entre Mifune et Kurosawa.
Nakadai est tout autant l'interprète de prédilection des réalisateurs Hideo Gosha (10 films) ou Kihachi Okamoto (12 films). Ses rôles centraux dans La Condition de l'homme (1959), Hara-kiri (1962), Le Sabre du mal (1966), Goyokin, l'or du shogun (1969), Kagemusha (1980) et Ran (1985) sont parmi ses plus inoubliables prestations. Il poursuit parallèlement une brillante carrière théâtrale — son Hamlet notamment reste légendaire — et avec son épouse, fonde en 1975 une école d'art dramatique.
Sur les planches comme à l'écran, la marque de fabrique de Tatsuya Nakadai est de ne pas en avoir : autrement dit, une capacité inouïe de transformation.

## Filmographie partielle

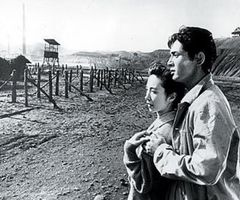
Tatsuya Nakadai et Michiyo Aratama dans La Condition de l'homme (1959).

### Acteur au cinéma

#### Années 1950
- 1954 : Les Sept Samouraïs (七人の侍, Shichinin no samurai?) d'Akira Kurosawa : un samouraï passant dans la ville (non crédité)
- 1956 : Hi no tori (火の鳥?) d'Umetsugu Inoue
- 1956 : Hadachi no seishun (裸足の青春?) de Senkichi Taniguchi : Yūji Wada
- 1956 : Sazae-san (サザエさん?) de Nobuo Aoyagi : Norisuke
- 1956 : Oshidori no mon (おしどりの間?) de Keigo Kimura
- 1956 : La Pièce aux murs épais (壁あつき部屋, Kabe atsuki heya?) de Masaki Kobayashi
- 1957 : La Rivière noire (黒い河, Kuroi kawa?) de Masaki Kobayashi
- 1957 : Ōban (大番?) de Yasuki Chiba
- 1957 : Une femme indomptable (あらくれ, Arakure?) de Mikio Naruse
- 1957 : Hikage no musume (ひかげの娘?) de Shuei Matsubayashi
- 1957 : Zoku Ōban : Fūun hen (続大番 風雲編?) de Yasuki Chiba
- 1957 : Kiken na eiyu (危険な英雄?) de Hideo Suzuki
- 1957 : Zokuzoku Ōban : Dōto uhen (続々大番 怒濤篇?) de Yasuki Chiba
- 1957 : Sazae-san no seishun (サザエさんの青春?) de Nobuo Aoyagi : Norisuke
- 1958 : Haha sannin (母三人?) de Seiji Hisamatsu : l'ingénieur
- 1958 : Tout sur le mariage (結婚のすべて, Kekkon no subete?) de Kihachi Okamoto
- 1958 : Buttsuke honban (ぶっつけ本番?) de Kōzō Saeki : l'assistant
- 1958 : Le Pavillon d'or (炎上, Enjō?) de Kon Ichikawa : Tokari
- 1958 : Hadaka no taiyō (裸の太陽?) de Miyoji Ieki
- 1959 : La Condition de l'homme: Il n'y a pas de plus grand amour (人間の条件 第一部純愛篇、第二部激怒篇, Ningen no joken I?) de Masaki Kobayashi : Kaji
- 1959 : Yajū shisubeshi (野獣死すべし?) de Eizo Sugawa
- 1959 : L'Étrange Obsession (鍵, Kagi?) de Kon Ichikawa : Kimura
- 1959 : Ginza no onēchan (銀座のお姐ちゃん?) de Toshio Sugie
- 1959 : Pèlerinage nocturne (暗夜行路, An'ya kōro?) de Shirō Toyoda : Kaname
- 1959 : La Condition de l'homme: Le chemin de l'éternité (人間の条件 第三部望郷篇、第四部戦雲篇, Ningen no joken II?) de Masaki Kobayashi : Kaji

#### Années 1960

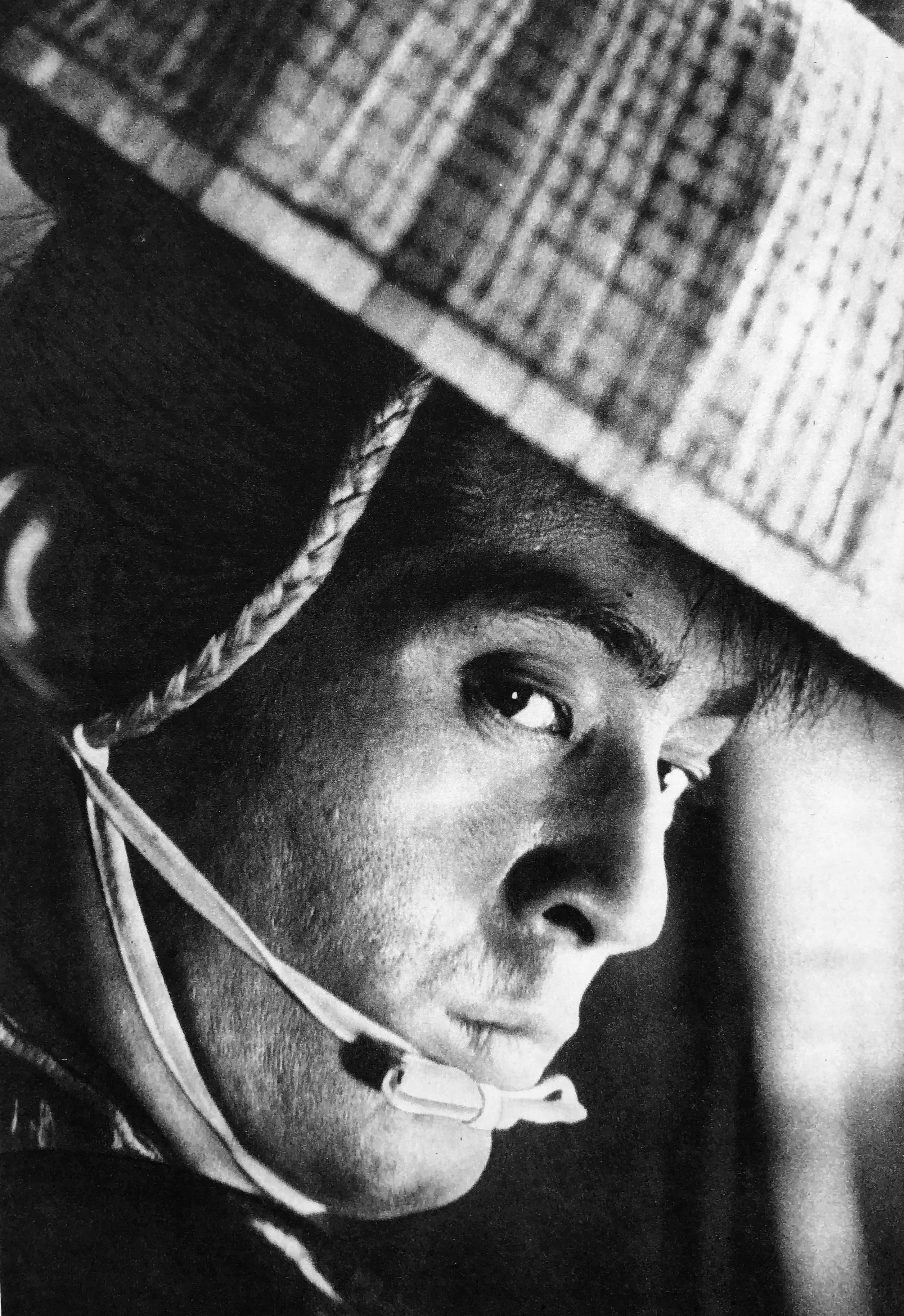
Tatsuya Nakadai dans Matatabi san-nin yakuza (1965).

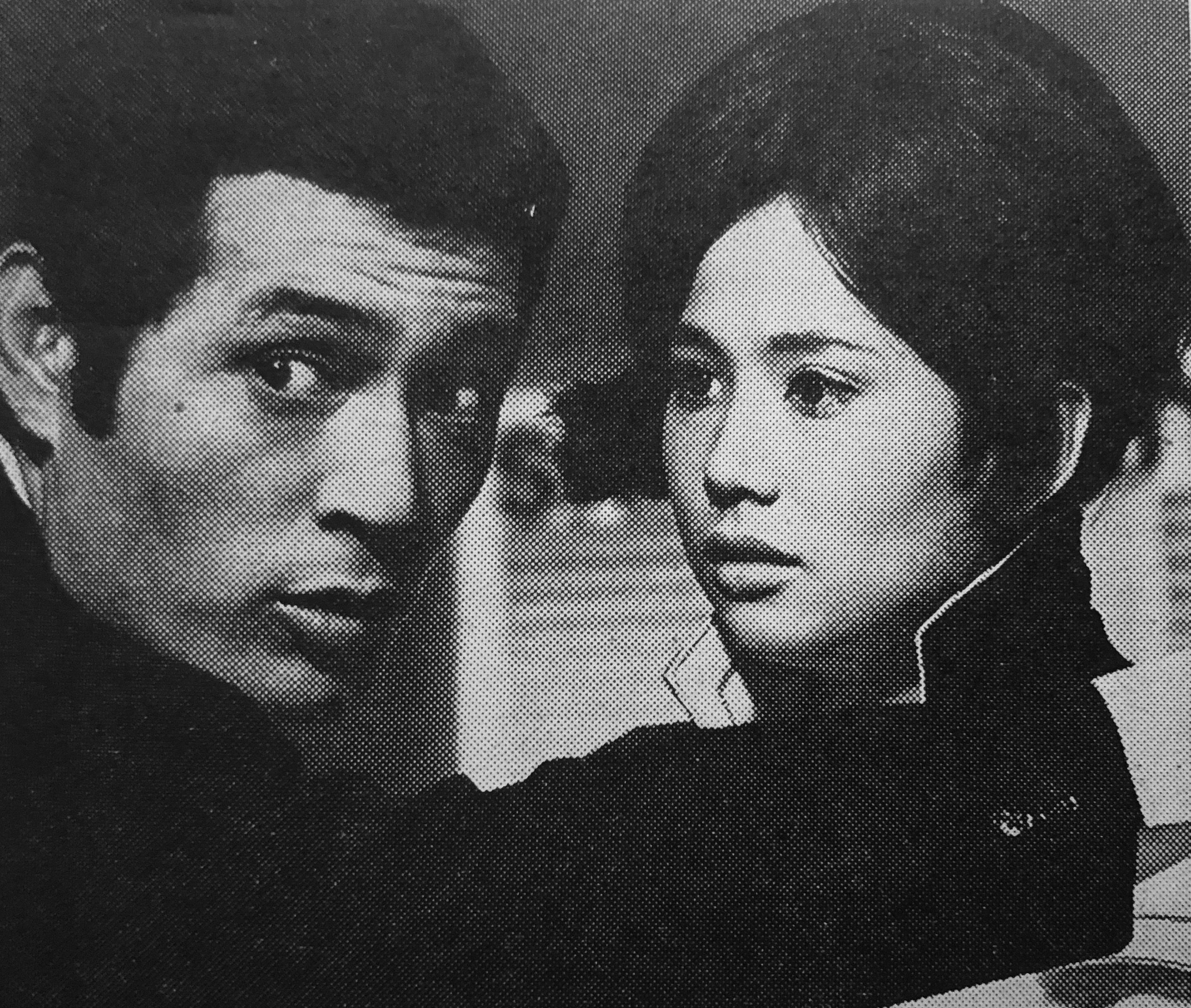
Tatsuya Nakadai et Reiko Dan dans L'Âge d'or des assassins (1967).

- 1960 : Quand une femme monte l'escalier (女が階段を上る時, Onna ga kaidan wo agaru toki?) de Mikio Naruse : Kenichi Komatsu, le manager
- 1960 : Filles, épouses et une mère (娘・妻・母, Musume tsuma haha?) de Mikio Naruse : Shingo Kuroki
- 1960 : Aoi yajū (青い野獣?) de Hiromichi Horikawa : Yasuhiko Kuroki
- 1960 : Minagoroshi no uta yori: Kenjū yo saraba (みな殺しの歌より 拳銃よさらば?) de Eizo Sugawa : Tsubota
- 1961 : Comme épouse et comme femme (妻として女として, Tsuma to shite onna to shite?) de Mikio Naruse : Minami
- 1961 : Un amour éternel (永遠の人, Eien no hito?) de Keisuke Kinoshita : Heibei
- 1961 : La Condition de l'homme: La prière du soldat (人間の条件 完結篇 第五部死の脱出、第六部曠野の彷徨, Ningen no joken III?) de Masaki Kobayashi : Kaji
- 1961 : Le Garde du corps (用心棒, Yōjinbō?) d'Akira Kurosawa : Unosuke
- 1961 : Flocons de nuages (雲がちぎれる時, Kumo ga chigireru toki?) de Heinosuke Gosho : James Kimura
- 1962 : L'Héritage (からみ合い, Karami-ai?) de Masaki Kobayashi : Kikuo Furukawa
- 1962 : Mademoiselle Ogin (お吟さま, Ogin-sama?) de Kinuyo Tanaka : Ukon Takayama
- 1962 : Sanjuro (椿三十郎, Tsubaki Sanjūrō?) d'Akira Kurosawa : Hanbei Muroto
- 1962 : Hara-kiri (切腹, Seppuku?) de Masaki Kobayashi : Hanshiro Tsugumo
- 1963 : Madame Aki (憂愁平野, Yūshū heiya?) de Shirō Toyoda : Tatsumi
- 1963 : Entre le ciel et l'enfer (天国と地獄, Tengoku to jigoku?) d'Akira Kurosawa : détective Tokura
- 1963 : Shiro to kuro (白と黒?) de Hiromichi Horikawa : Hamano
- 1963 : L'Héritage des 500 000 (五十万人の遺産, Gojūman-nin no isan?) de Toshirō Mifune : Mitsura Gunji
- 1963 : Miren (みれん?) de Yasuki Chiba
- 1963 : L'Histoire de la femme (女の歴史, Onna no rekishi?) de Mikio Naruse : Takashi Akimoto
- 1964 : Ari jigoku sakusen (蟻地獄作戦?) de Takashi Tsuboshima
- 1964 : Kwaïdan (怪談, Kaidan?) de Masaki Kobayashi : Minokichi (segment La Femme des neiges)
- 1965 : Matatabi san-nin yakuza (股旅三人やくざ?) de Tadashi Sawashima : Hatsukari-no-Sentaro
- 1965 : Saigō no shinpan (最後の審判?) de Hiromichi Horikawa
- 1965 : Sang et Sable (血と砂, Chi to suna?) de Kihachi Okamoto : Sakuma
- 1965 : Fantômes japonais (四谷怪談, Yotsuya Kaidan?) de Shirō Toyoda : Iuemon Tamiya
- 1966 : Le Sang du damné (五匹の紳士, Gohiki no shinshi?) de Hideo Gosha : Oida
- 1966 : Le Sabre du mal (大菩薩峠, Dai-bosatsu tōge?) de Kihachi Okamoto : Ryunosuke Tsukue
- 1966 : Le Visage d'un autre (他人の顔, Tanin no kao?) de Hiroshi Teshigahara : M. Okuyama
- 1966 : Jinchō-ge  (沈丁花?) de Yasuki Chiba : le Professeur Kanahira
- 1967 : L'Âge d'or des assassins (殺人狂時代, Satsujinkyō jidai?) de Kihachi Okamoto : Shinji Kikyo
- 1967 : Sasaki Kojirō (佐々木小次郎?) de Hiroshi Inagaki : Musashi Miyamoto
- 1967 : Le Jour le plus long du Japon (日本のいちばん長い日, Nippon no ichiban nagai hi?) de Kihachi Okamoto
- 1967 : Rébellion (上位討ち 拝領妻始末, Jōi uchi Hairyō Tsuma Shimatsu?) de Masaki Kobayashi : Tatewaki Asano
- 1967 : Tabiji (旅路?) de Shinji Murayama : Yuichiro
- 1968 : Cinq Gâchettes d'or (Oggi a me… Domani a te !) de Tonino Cervi : James Elfego
- 1968 : Kill, la Forteresse des samouraïs (斬る, Kiru?) de Kihachi Okamoto : Genta (Hyodo Yagenta)
- 1968 : Rengo kantai shirei chōkan: Yamamoto Isoroku (連合艦隊司令長官 山本五十六?) de Seiji Maruyama : le narrateur (voix)
- 1968 : La Bombe humaine (肉弾, Nikudan?) de Kihachi Okamoto : un narrateur (voix)
- 1969 : Goyokin, l'or du shogun (御用金, Goyōkin?) de Hideo Gosha : Magobei Wakizaka
- 1969 : Safari 5000 (栄光への5000キロ, Eiko e no 5,000 kiro?) de Koreyoshi Kurahara : Masaomi Takeuchi
- 1969 : Nihonkai daikaisen (日本海大海戦?) de Seiji Maruyama : Genjiro Akashi
- 1969 : Puni par le ciel (人斬り, Hitokiri?) de Hideo Gosha : Hanpeita Takechi
- 1969 : Le Parti du Tengu (天狗党, Tengu-tō?) de Satsuo Yamamoto : Sentarō
- 1969 : Figures infernales (地獄変, Jigoku-hen?) de Shirō Toyoda : Yoshihide

#### Années 1970
- 1970 : Ezo yakata no ketto (蝦夷館の決闘?) de Kengo Furusawa : Daizennokami Honjo
- 1970 : La Fin du Bakufu (幕末, Bakumatsu?) de Daisuke Itō : Shintarō Nakaoka
- 1970 : Les Aventures de Buraikan (無頼漢, Buraikan?) de Masahiro Shinoda : Naojiro Kataoka
- 1970 : La Légende de Zatoïchi : Le Shogun de l'ombre (座頭市あばれ火祭り, Zatōichi abare-himatsuri?) de Kenji Misumi : ronin
- 1970 : Tenka no abarenbō (商魂一代 天下の暴れん坊?) de Seiji Maruyama : Toyo Yoshida
- 1971 : La Bataille d'Okinawa (激動の昭和史 沖縄決戦, Gekido no showashi: Okinawa kessen?) de Kihachi Okamoto : colonel Hiromichi Yahara
- 1971 : L’Auberge du mal (いのちぼうにふろう, Inochi bō ni furō?) de Masaki Kobayashi : Sadahichi
- 1971 : Les Loups (出所祝い, Shussho iwai?) de Hideo Gosha : Seji Iwahashi
- 1973 : Ōshō (王将?) de Hiromichi Horikawa
- 1973 : Ningen kakumei (人間革命?) de Toshio Masuda
- 1973 : La Chanson de l'aube (朝やけの詩, Asayake no uta?) de Kei Kumai : Sakuzo
- 1974 : Une famille splendide (華麗なる一族, Karei naru ichizoku?) de Satsuo Yamamoto : Teppei Manhyo
- 1975 : La Porte de la jeunesse (青春の門, Seishun no mon?) de Kirio Urayama : Yuki, le père de Shinsuke
- 1975 : Tokkan (吶喊?) de Kihachi Okamoto
- 1975 : Je suis un chat (吾輩は猫である, Wagahai wa neko de aru?) de Kon Ichikawa : Kushami
- 1975 : Éclipse solaire (金環蝕, Kinkanshoku?) de Satsuo Yamamoto : Hoshino
- 1976 : Banka (晩歌?) de Yoshisuke Kawasaki : Setsuo Katsuragi
- 1976 : Zoku ningen kakumei (続人間革命?) de Toshio Masuda
- 1976 : Zone stérile (不毛地帯, Fumō chitai?) de Satsuo Yamamoto
- 1977 : Sugata Sanshiro (姿三四郎?) de Kihachi Okamoto : Yano
- 1978 : Burū Kurisumasu (ブルークリスマス, Burū kurisumasu?) de Kihachi Okamoto : Minami
- 1978 : La Reine des abeilles (女王蜂, Joōbachi?) de Kon Ichikawa : Ginzo Daidoji
- 1978 : Bandit contre samouraï (雲霧仁左衛門, Kumokiri Nizaemon?) de Hideo Gosha : Kumokiri Nizaemon
- 1978 : Le Phénix (火の鳥, Hi no tori?) de Kon Ichikawa : Jingi le Conquérant
- 1979 : Chasseurs des ténèbres (闇の狩人, Yami no karyudo?) de Hideo Gosha : Gomyo Kiyoemon

#### Années 1980
- 1980 : Kagemusha, l'ombre du guerrier (影武者, Kagemusha?) d'Akira Kurosawa : Shingen Takeda / Kagemusha
- 1980 : 203 kōchi (二百三高地?) de Toshio Masuda : le général Nogi
- 1981 : L'Affaire Shimoyama (日本の熱い日々 謀殺・下山事件, Nihon no atsui hibi bōsatsu: Shimoyama jiken?) de Kei Kumai : Yashiro
- 1982 : Dans l'ombre du loup (鬼龍院花子の生涯, Kiryūin Hanako no shōgai?) de Hideo Gosha : Masagoro Kiryuin, Onimasa
- 1984 : Fireflies in the North (北の螢, Kita no hotaru?) de Hideo Gosha : Takeshi Tsukigata
- 1985 : Ran (乱, Ran?) d'Akira Kurosawa : seigneur Hidetora Ichimonji
- 1985 : La Table vide (食卓のない家, Shokutaku no nai ie?) de Masaki Kobayashi : Nabayuki Kidoji
- 1986 : L'Affaire du meurtre d'Atami (熱海殺人事件, Atami satsujin jiken?) de Kazuo Takahashi : Denbei Nikaido
- 1986 : La Route ou Des gens sans importance (道, Michi?) de Koreyoshi Kurahara : Seiji Tajima
- 1987 : Hachiko (ハチ公物語, Hachikō Monogatari?) de Seijirō Kōyama : Shujiro Ueno
- 1988 : Yūshun (優駿?) de Shigemichi Sugita : Heihachiro Wagu
- 1989 : Retour de la rivière Kwaï (Return from the River Kwai) de Andrew V. McLaglen : Harada
- 1989 : Four Days of Snow and Blood (226, Ni ni roku?) de Hideo Gosha : Sugiyama

#### Années 1990
- 1991 : Kagerō (陽炎, Kagerō?) de Hideo Gosha : Tsunejirō Murai
- 1992 : Yiu sau dou si : Daishu (Yuen Tai Chung)
- 1992 : La Princesse Go (豪姫, Gō-hime?) de Hiroshi Teshigahara : Oribe Furuta
- 1992 : Tōki rakujitsu (遠き落日?) de Seijirō Kōyama : Kobayashi
- 1992 : The Wicked City (妖獸都市, Yao shou du shi) de Peter Mak (en)
- 1993 : Gekko no natsu (月光の夏?) de Seijirō Kōyama
- 1993 : Kozure Ōkami: Sono chiisaki te ni (子連れ狼　その小さき手に, Kozure Ōkami: Sono chiisaki te ni?) d'Akira Inoue : Yagyu Retsudo
- 1995 : East Meets West de Kihachi Okamoto : Rentarō Katsu
- 1996 : Miyazawa Kenji sono ai (宮澤賢治 －その愛－?) de Seijirō Kōyama : Seijirō Miyazawa
- 1999 : Après la pluie (雨あがる, Ame agaru?) de Takashi Koizumi : Tsuji Gettan
- 1999 : Kin'yū fushoku rettō: Jubaku (金融腐蝕列島 呪縛?) de Masato Harada : Hideaki Sasaki

#### Années 2000
- 2002 : Vengeance à vendre (助太刀屋助六, Sukedachi-ya Sukeroku?) de Kihachi Okamoto : Umetaro Katakura
- 2002 : Shiroi inu to warutsu wo (白い犬とワルツを?) de Takashi Tsukinoki : Eisuke Nakamoto
- 2002 : Hi wa mata noboru (陽はまた昇る?) de Kiyoshi Sasabe : Matsushita (Matsushita Denki Co.)
- 2003 : Ashura no gotoku (阿修羅のごとく?) de Yoshimitsu Morita
- 2005 : Les Hommes du Yamato (男達の大和, Otokotachi no Yamato?) de Jun'ya Satō : Katsumi Kamio (le vieil homme)
- 2006 : Les Inugamis (犬神家の一族, Inugami-ke no ichizoku?) de Kon Ichikawa : Sahei Inugami
- 2009 : Hikidashi no naka no rabu retā (引き出しの中のラブレター?) de Shin'ichi Miki : Kyozo Hayami

#### Années 2010
- 2010 : Voyage avec Haru (春との旅, Haru tono tabi?) de Masahiro Kobayashi : Tadao
- 2010 : Zatōichi: The Last (座頭市 THE LAST?) de Junji Sakamoto : Tendo
- 2012 : Tsunagu (ツナグ?) de Yūichirō Hirakawa
- 2012 : La Tragédie du Japon (日本の悲劇, Nihon no higeki?) de Masahiro Kobayashi : Fujio Murai
- 2013 : Yakusoku: Nabari dokubudōshu jiken shikeishū no shōgai (約束〜名張毒ぶどう酒事件 死刑囚の生涯〜?) de Jun'ichi Saitō : Masaru Okunishi
- 2013 : Jinrui shikin (人類資金?) de Junji Sakamoto : Nobuhiro Sasakura
- 2014 : Gun Woman (女体銃 ガン・ウーマン?) de Kurando Mitsutake : M. Hamazaki
- 2015 : Nōrin Ten: Gonjirō Inazuka monogatari (NORIN TEN〜稲塚権次郎物語?) de Hidetaka Inazuka
- 2017 : Umibe no ria  (海辺のリア?) de Masahiro Kobayashi

### Acteur à la télévision
- 1982 : Tange Sazen ken-fū! Hyaku man ryō no tsubo (丹下左膳 剣風!百万両の壺?) : Tange Sazen (téléfilm)
- 1996 : Hideyoshi (秀吉?) : Sen no Rikyū (série TV)
- 2004 : Sekai no chūshin de, ai wo sakebu (世界の中心で、愛をさけぶ?) : Matsumoto Kentaro (série TV)
- 2007 : Furin kazan (風林火山?) (série TV)

## Doublage
- 1973 : La Belladone de la tristesse (哀しみのベラドンナ, Kanashimi no Beradonna?) d'Eiichi Yamamoto : le Diable (voix)
- 1983 : Final Yamato (宇宙戦艦ヤマト 完結編, Uchū senkan Yamato: Kanketsuhen?) : narrateur (voix)
- 2013 : Le Conte de la princesse Kaguya (かぐや姫の物語, Kaguya-hime no monogatari?) d'Isao Takahata : Sumiyaki no rōjin (voix)
- 2014 : L'Île de Giovanni (ジョバンニの島, Joban'ni no Shima?) de Mizuho Nishikubo : Junpei Senō (voix)

## Distinctions
Sauf indication contraire, les informations mentionnées dans cette section peuvent être confirmées par la base de données cinématographiques IMDb,  présente dans la section « Liens externes ».

### Décorations
- 1996 : récipiendaire de la médaille au ruban pourpre
- 2007 : personne de mérite culturel
- 2013 : récipiendaire du prix Asahi
- 2015 : récipiendaire de l'ordre de la Culture

### Récompenses
- 1962 : prix Mainichi  du meilleur acteur pour La Condition de l'homme et Un amour éternel[1]
- 1963 : prix Blue Ribbon du meilleur acteur pour Hara-kiri[2]
- 1963 : prix Kinema Junpō du meilleur acteur pour Hara-kiri et Sanjuro[3]
- 1981 : prix Blue Ribbon du meilleur acteur pour Kagemusha, l'Ombre du guerrier et 203 kōchi[4]
- 1981 : prix Mainichi  du meilleur acteur pour Kagemusha, l'ombre du guerrier[5]
- 2013 : Mention spéciale pour La Tragédie du Japon au Osaka Asian Film Festival (en)
- 2016 : prix spécial aux Japan Academy Prize[6]
- 2019 : prix pour l'ensemble de sa carrière au festival international du film de Tokyo[7]

### Sélections
- 1983 : prix du meilleur acteur pour Dans l'ombre du loup aux Japan Academy Prize[8]
- 1987 : prix du meilleur acteur pour L'Affaire du meurtre d'Atami et La Route aux Japan Academy Prize[9]
- 2013 : meilleure performance par un acteur dans La Tragédie du Japon aux Asia Pacific Screen Awards (en)[10]